# Ljuspistol

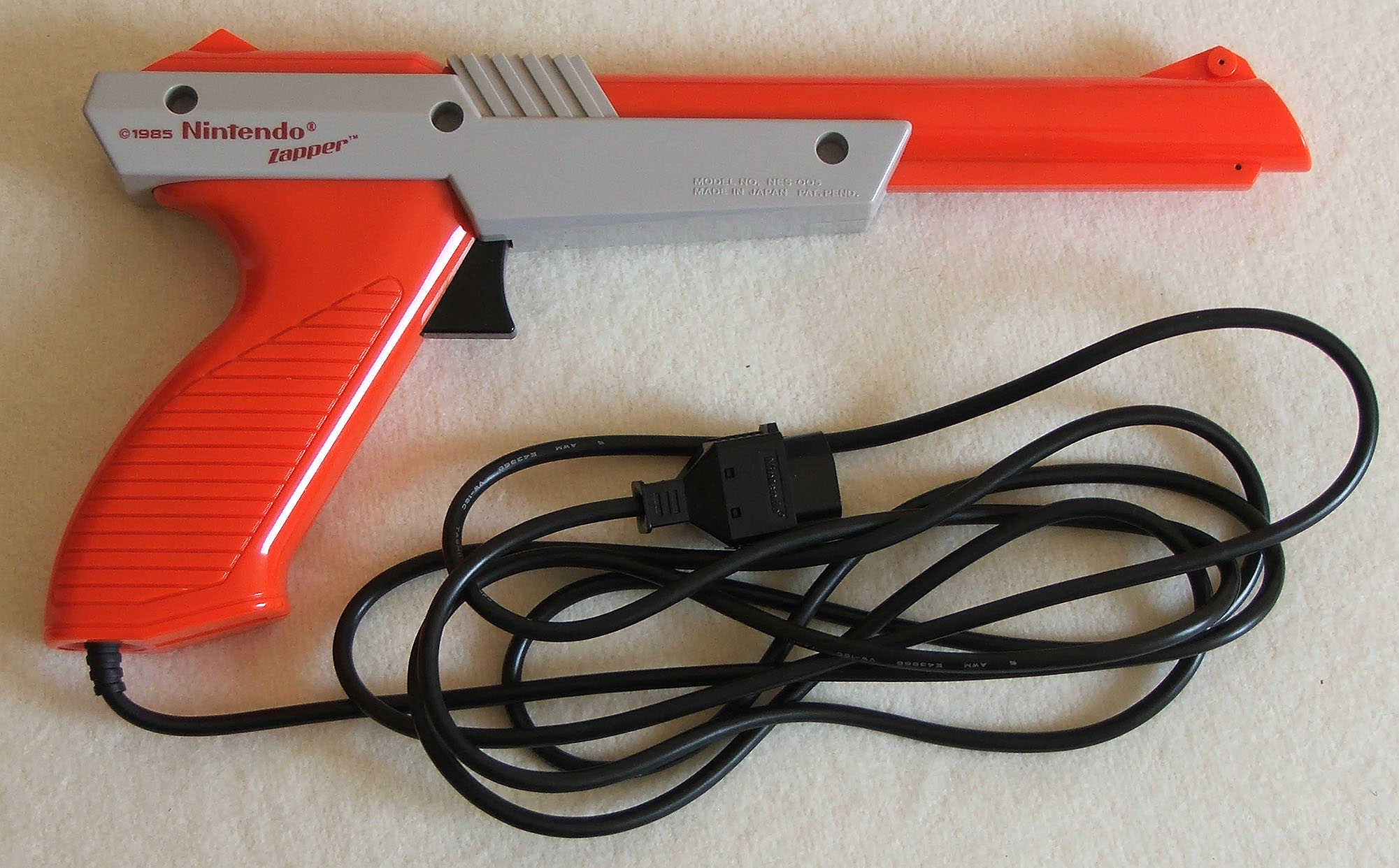
NES Zapper

En ljuspistol är en inenhet för datorer, arkadspel och tv-spel som liknar ett skjutvapen. Användaren av ljuspistolen skjuter med denna mot en bildskärm och ljuspistolspelet noterar var användaren sköt någonstans. Ljuspistoler med tillhörande skjutspel utvecklades under 1930-talet. Den i dag mest kända ljuspistolen är Nintendos NES Zapper till NES, även om ljuspistoler funnits till många andra konsoler: Sony PlayStation, Microsoft Xbox, Magnavox Odyssey, Coleco Telstar, Commodore 64, Super Nintendo, Sega Master System, Sega Saturn och många fler.

## Hur ljuspistolen fungerar

### Ett sätt att skapa en ljuspistol
I den enhet till vilken ljuspistolen skall användas måste det finnas en räknare som kan mäta tid med stor noggrannhet och därmed kan användas som en klocka. Räkneverket börjar räkna samtidigt som den datorgenererade bilden börjar visas på skärmen. På en vanlig TV börjar bilden att visas först med den översta linjen som börjar som en punkt uppe i det vänstra hörnet och fortsätter med en rörelse över till den högra sidan, sedan följer nästkommande linje efter den första o.s.v. till dess att samtliga linjer i en helbild har visats vilket totalt blir 625 stycken. När ljuspistolen registrerar infallande ljus från den skärm mot vilken den riktas så skickar den en stoppsignal till räkneverket varpå räkneverket tillfälligtvis stoppas, därefter läses informationen i räkneverket av. Med hjälp av en förhållandevis enkel matematisk formel går det sedan att med utgångspunkt från den information som finns i räkneverket sedan det stoppats att räkna ut var skytten siktade på skärmen, noggrannheten är till stor del beroende av hur små tidsenheten den förmår att registrera. Om skärmen är svart eller har för dåligt upplysta ytor registrerar ljuspistolen av förklarliga skäl inget infallande ljus och därför kommer inte heller räkneverket att stoppas utan fortsätter att räkna till dess att hela den datorgenerarde bilden har visats färdigt för att sedan återställas till noll innan visandet av nästa bild påbörjas. På ett TV-spel kopplat till en vanlig TV av PAL-typ sker fullständig bildväxling 25 gånger per sekund. För att undvika problemet med en alltför mörk skärm bör antingen all grafik som visas vara ordentligt färgglad och förhoppningsvis därmed även tillräckligt ljusstark för att registreras av ljuspistolen. Alternativ två byter (sedan avtryckaren tryckts in) ut all grafik under ett kort ögonblick mot helt vit bild under 1/25 sekund ger därmed ljuspistolen en god chans att registrera ljus vilket är en vanlig lösning på problemet i många spel som använder sig av ljuspistol. Den korta ljusblixten som startas av att spelaren trycker på ljuspistolens avtryckare är inte enbart till för att det virtuellt ska se ut som att ett skott avlossats utan tänkt att förbättra ljuspistolens möjligheter att registrera det ljus som skärmen skickar ut och därmed kunna stoppa räknaren. Sedan är det upp till mjukvaran med hjälp av en enkel matematisk formel att avgöra var skytten siktade och om det skall räknas som en miss eller en träff.

### Ett annat sätt
Ljuspistolen fungerar på det sättet att när spelaren skjuter blir skärmen svart för en bildrutas ögonblick, utöver målet som blir vitt. Är pistolen rätt riktad registrerar den det vita och målet träffas. Detta sker i vissa fall så fort att spelaren inte hinner uppfatta det, i annat fall ser det ut som en skotteffekt.

### Ett tredje sätt
En annan variant av ljuspistol använder en yttre avläsare som läser av var ljuspistolen är. Ljuspistolen måste då kalibreras genom att spelaren vid en kalibreringsskärm skjuter ett skott mot en angiven punkt. Super Nintendos Super Scope fungerar på detta sätt. Även Wii fungerar så här.